# Odessa Classics
Международный музыкальный фестиваль «Odessa Classics» (укр. Міжнародний музичний фестиваль Odessa Classics) — фестиваль академической музыки, ежегодно проходящий в Одессе. Также во время фестиваля проходят выставки художников, синтетические проекты современного искусства, дискуссии и конференции по вопросам развития и популяризации искусства.
Впервые проведён с 10 по 14 июня 2015 года. По данным официального сайта фестиваля было сыграно около 10 часов концертов, в которые вошли произведения более 20 классических и современных композиторов; мероприятия фестиваля посетило более 4,5 тыс. человек.
Второй фестиваль прошел с 8 по 12 июня 2016 года. Его посетили более 8 тысяч человек. Третий фестиваль проходил 7 — 13 июня 2017 г.
Четвертый фестиваль запланирован на 1 — 10 июня 2018 г.

## Участники первого фестиваля «Odessa Classics» (10 — 14 июня 2015 г.)

### Основные концерты
- Паата Бурчуладзе в сопровождении Камерного оркестра Одесской областной Филармонии. Дирижер — Игорь Шаврук[5]
- Майкл Гуттман (скрипка) и Алексей Ботвинов (фортепиано)
- Киевский ансамбль солистов Ансамбль «АртеХатта» (художественный руководитель Мирослава Которович)
- Влад Троицкий и актеры театра «Дах»[6]
- «Hortus Musicus» и «Art Jazz Quartet» — художественный руководитель Андрес Мустонен.[7]

### Программа «Музыка и слово»
- Сергей Терентьев (фортепиано)
- Маша Клименко (фортепиано)
- Йожеф Эрминь (фортепиано)
- Валерий Хаит. При поддержке Всемирного Клуба Одесситов.
- Елена Боришполец (поэзия)
- Влада Ильинская (поэзия)

Ведущая концертов — Марина Жуковская

### Специальные выставки
- Музей Западного и Восточного искусства. «Ройтбурд вариации» — персональная выставка Александра Ройтбурда.[8]
- Литературный Музей. Выставка «Святослав Рихтер и Одесса».[9]
- Музей коньячного дела Шустова. «След Орфея» — выставка одесских художников. В сотрудничестве с Музеем Современного Искусства Одессы.[10]

### Конференции, встречи, мастер-классы
- КОНФЕРЕНЦИЯ на тему «Продвижение культурного имиджа Украины в мире». Приняли участие: ведущий критик Польши Ян Попис, украинский театральный критик и обозреватель культуры Олег Вергелис и др. Модератор — Феликс Кохрихт.
- Мастер-класс для журналистов от ведущего музыкального критика Польши Яна Пописа и Олега Вергелиса. Модератор — Феликс Кохрихт.
- Встреча с художником Александром Ройтбурдом и режиссёром Владом Троицким. Дискуссия о современных синтетических жанрах искусства и актуальном арт-процессе с участием журналистов и культурологов Украины, Эстонии, Великобритании, Швейцарии, Польши и др. Специальный гость — журналист Соня Кошкина. Модератор — Феликс Кохрихт.

## Участники второго фестиваля «Odessa Classics» (8 — 12 июня 2016 г.)

### Основные концерты
- Линус Рот (Linus Roth) (скрипка)[11]
- Полина Осетинская (фортепиано)[12]
- Майкл Гуттман и Брюссельский камерный оркестр
- Ольга Микитенко
- Маттиас Гёрне
- Hortus Musicus

### Программа «Музыка и слово»
- Дуэт Ергиевых (скрипка и баян) и Евгений Деменок (проза)
- Евгений Кострицкий (скрипка) и Борис Херсонский (поэзия)
- Сергей Терентьев (фортепиано) и Елена Боришполец (поэзия)
- Валерий Хаит (проза)
- Дима Печкин (гитара), Даниил Бучка (гитара) и Влада Ильинская (поэзия)

### Специальная выставка
Музей Западного и Восточного искусства. Персональная выставка одесского художника Игоря Гусева «Теория струн»

### Конференции, встречи, мастер-классы
- Мастер-класс Олега Вергелиса «Музыкальный театр в Украине. Режиссура. Журналистика»
- Мастер-класс Сони Кошкиной «Искусство коммуникации профессионального журналиста»

## Участники третьего фестиваля «Odessa Classics» (7 — 13 июня 2017 г.)

### Основные концерты
- Даниэль Хоуп (скрипка)[13]
- Вадим Репин (скрипка)
- Майкл Гуттман[англ.] и Брюссельский камерный оркестр
- Ольга Микитенко (сопрано)
- Лена Белкина (меццо-сопрано)
- Виталий Билый (баритон)
- Мирослава Которович (скрипка) и камерный ансамбль «Артехатта»
- Себастиан Кнауэр (фортепиано)
- Давид Орловски[нем.] трио (клезмер джаз)
- Виктор Ерофеев (писатель)

### Программа «New Ukrainian soundscapes»
- Камерный оркестр «Collegium Musicum»
- Мирослава Которович (скрипка), Игорь Саенко (баян, аккордеон), Станислав Мензульський (электроника), Дмитрий Черченко (художественное слово) и камерный ансамбль Артехатта
- Олег Шпудейко (электроника), Максим Коломиец (объекты) и Алексей Шмурак (объекты)
- Золтан Алмаши (виолончель) и Андрей Павлов (скрипка)

### Специальная выставка в рамках Фестиваля
Музей Западного и Восточного искусства. Персональная выставка одесского художника Степана Рябченко «Звуки тишины»

### Конференции, встречи, мастер-классы
- Мастер-класс Любы Морозовой «Роль слушателя в истории новой музыки».
- Творческая встреча с Соней Кошкиной
- Мастер-класс Олега Вергелиса «Украинский культпростир. Актуальные тренды.»

## Интересные факты
- Специально к первому фестивалю «Укрпочта» выпустила в обращение уникальную марку, а также конверты с логотипом «Odessa Classics».
- На первом фестивале состоялась премьера театрально-музыкального проекта «Искусство войны»[15]
- Второй фестиваль открылся концертом всемирно известного скрипача Линуса Рота, который играет на скрипке Страдивари 1703 года, носящей имя Dancla.
- Гала-концерт второго фестиваля проводился в виде open-air с видеопроекциями на колоннаду Дворца графа Воронцова[16]
- В заключительный день второго фестиваля в рамках программы «Музыка и слово» состоялся концерт памяти Анатолия Шевченко.
- В рамках III фестиваля организаторами анонсирован 1 день джаза.
- О фестивале сообщали более, чем в 100 СМИ — украинских и зарубежных, среди которых: «Зеркало недели», «Левый берег», «Культпростір», «Новая газета», «Эхо Москвы», «Эспрессо ТВ», международный портал «Seen and Heard International», издание «Postimees», Интернет порталы focus.ua, viva.ua, vogue.ua, jetsetter.ua

## Отзывы
Депутат Бундестага Федеративной Республики Германии, Мари Луиза Бек
«Возвращаюсь из Одессы, где музыкальная жизнь набирает обороты. Линус Рот и Маттиас Герне придали фестивалю уровень, удививший официальный Киев. Сделайте в своем календаре пометку на июнь 2017. Фестиваль будет развиваться благодаря Алексею Ботвинову, поставившему его на ноги. А Одесса — самый европейский и мульти культурный город в Украине…»
Писатель, главный редактор журнала «Медведь» Борис Минаев
«…Однако фестиваль Odessa Classics, который вот уже третий год проходит в Одессе — это не просто событие, заслуживающее обычного упоминания. Это большой, серьезный проект пианиста Алексея Ботвинова, который достоин самого серьезного внимания: поскольку это проект принципиально нового культурного события, аналога которому в России я, например, пока не вижу.»